# Pablo Aránguiz
Pablo Aránguiz, né le 17 avril 1997 à Independencia au Chili, est un footballeur chilien. Il joue au poste de milieu offensif à l'Universidad de Chile, en prêt du FC Dallas.

## Biographie
Avec le club de l'Unión Española, il dispute une cinquantaine de matchs en première division chilienne, inscrivant 11 buts. Il participe également à la Copa Libertadores et à la Copa Sudamericana avec cette équipe.

## Palmarès
- Deuxième du Tournoi de transition du championnat du Chili 2017 avec l'Unión Española